# 金智妍 (击剑运动员)
金智妍（韓語：김지연，1988年3月12日—），韓國女子擊劍運動員。她在2012年夏季奧林匹克運動會中，参加了女子個人擊劍比赛並獲得金牌。她也参加了2016年夏季奧林匹克運動會，未獲得獎牌。